# Museo dello Sport e dell’Olimpismo

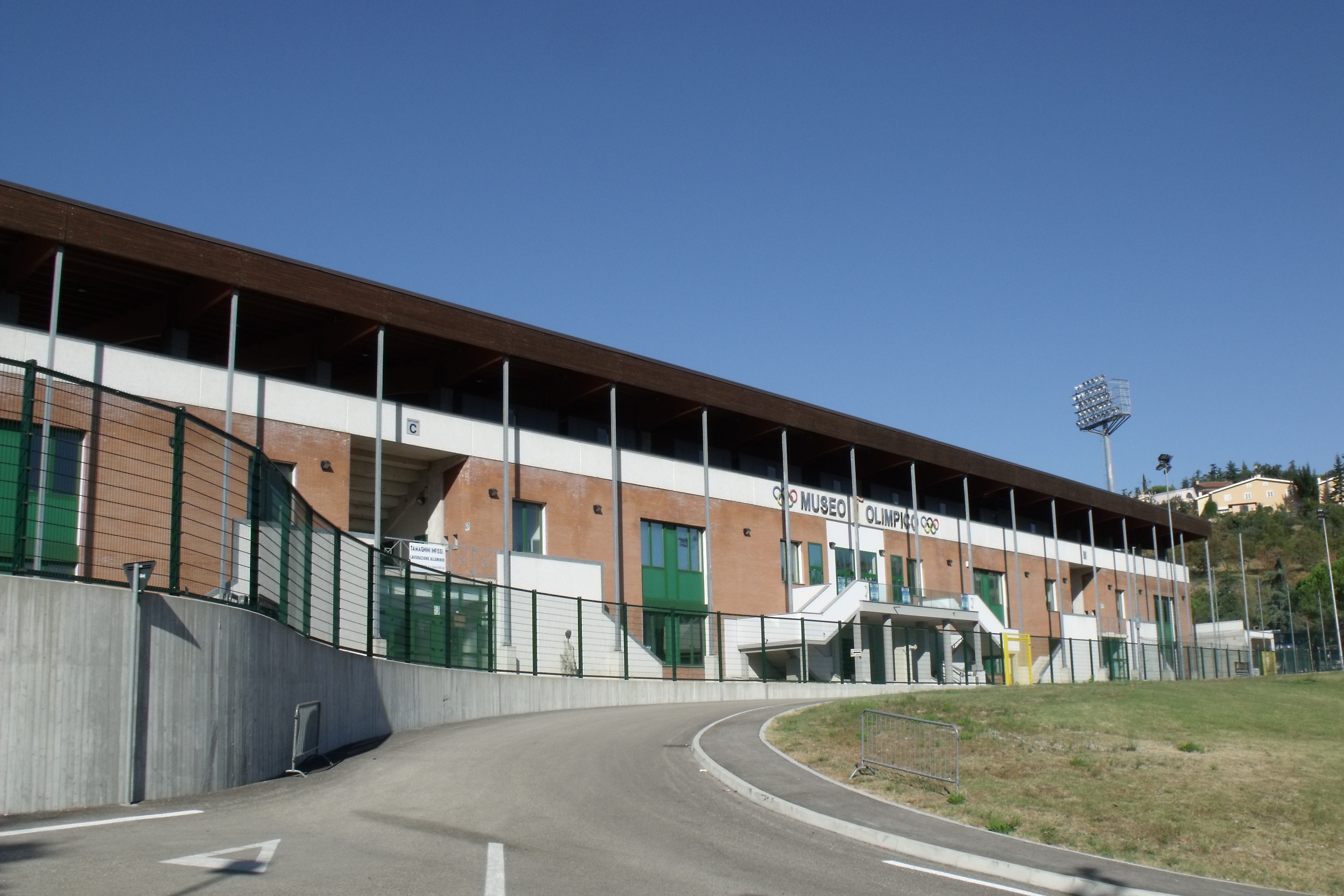
Museumsgebäude

Das Museo dello Sport e dell'Olimpismo (Museum für Sport und Olympismus) ist ein öffentliches Museum in der Republik San Marino.

## Geschichte
Das Museum wurde am 22. Mai 2006 im Nordflügel des Olympia-Stadions in der Stadt Serravalle vom Präsidenten des Comitato Olimpico Nazionale Sammarinese unter Anwesenheit der beiden Staatsoberhäupter von San Marino und offiziellen Abgesandten des Internationalen Olympischen Komitees (IOC), Europäischen Olympischen Komitees (EOC) und Comité international des Jeux méditerranéens (ICMG) feierlich eröffnet.

## Ausstellung
Das Museum zeigt Sammlungen, unter anderem Sport-Briefmarken und Münzen, Bild- und Schriftdokumente von der ersten olympischen Spielteilnahme im Jahr 1960 mit der Fackel, Uniformen und Handlungen einschließlich der unterzeichneten Urschrift der offiziellen Einladung des damaligen Präsidenten des Organisationskomitees Giulio Andreotti sowie Sportgeräte, wie zum Beispiel die Rennmaschinen der 125-cm³-Klasse des ehemaligen Vizeweltmeisters Alex De Angelis und Wintersportgeräte wie den Zweier-Bob von Dino Crescentini. Weiter werden Dokumente der bisherigen Preisträger mit Medaillen und Erinnerungsstücke an die Mittelmeerspiele von 1985 bis zur Gegenwart gezeigt. Ebenfalls sind auch die Sportwaffen der damaligen Schützen ausgestellt. Ein besonderer Teil der Ausstellung ist dem ehemaligen san-marinesischen Fußballspieler, -trainer und Sportfunktionär Massimo Bonini gewidmet, der zwischen 1990 und 1995 19 Länderspiele für San Marino absolvierte.